# Diversidad sexual en la República de China
La diversidad sexual en Taiwán (oficialmente República de China), es ampliamente aceptada por la población taiwanesa. Taiwán es considerado como uno de los países más progresistas en Asia Oriental y Asia en general. Las relaciones sexuales entre personas del mismo sexo son legales; sin embargo, las parejas del mismo sexo y los hogares encabezados por parejas del mismo sexo aún no son elegibles para las protecciones legales disponibles para las parejas de distinto sexo.
A la Marcha del Orgullo LGBT de Taiwán de 2015 asistieron cerca de 80 000 participantes, convirtiéndola en la segunda mayor marcha del orgullo LGBT en Asia, detrás de la realizada en la ciudad israelí de Tel Aviv, lo que ha llevado a muchos a referirse a Taiwán como uno de los países más liberales de Asia.

## Legislación y derechos

### Despenalización de la homosexualidad
La despenalización de las relaciones sexuales consensuales entre personas del mismo sexo se produjo después del fin de la dinastía Qing, en 1912, afectando así al territorio de la isla de Taiwán, en el que no se aprobaron disposiciones penales desde entonces. El Código Penal de 1928, no contenía ninguna disposición que prohibiese la actividad sexual consensual entre personas del mismo sexo.

### Reconocimiento de las parejas del mismo sexo
El 24 de mayo de 2017, el Tribunal Constitucional dictaminó que las leyes matrimoniales de ese entonces eran inconstitucionales y que las parejas del mismo sexo deberían tener el derecho a casarse. El tribunal le otorgó al Parlamento, Yuan Legislativo, un máximo de dos años para enmendar o promulgar leyes para que el matrimonio entre personas del mismo sexo sea legalmente reconocido. Según el fallo del tribunal, si el Parlamento no hacia las reformas legales pertinentes antes del 24 de mayo de 2019, el matrimonio entre personas del mismo sexo pasaría automáticamente a ser legal.
En mayo de 2019, el matrimonio igualitario se legalizo en el país después de que la legislatura aprobara la Ley de Aplicación de la Interpretación Constitucional del Yuan Judicial No.748. Esto tuvo lugar luego del referéndum que prohibió a los legisladores enmendar el Código Civil para reconocer los matrimonios entre personas del mismo sexo y exigió la promulgación de una ley separada para dar efecto a la decisión judicial de 2017, que reconocía un derecho constitucional al matrimonio para las parejas del mismo sexo.
Actualmente el matrimonio transnacional entre personas del mismo sexo es legal sólo si ambas partes provienen de países donde el matrimonio igualitario es legal, lo que deja a muchas parejas transnacionales fuera de la protección legal. En octubre de 2019, un hombre de Macao y su pareja, una ciudadana taiwanesa, anunciaron sus planes de presentar un recurso administrativo contra el Gobierno de la ciudad de Taipéi después de que su intento de registrar su matrimonio fuera rechazado debido al carácter transnacional de la pareja.

### Leyes y medidas antidiscriminación

#### Protección laboral
En el 2004 ocurrieron los primeros avances en la protección contra la discriminación en el empleo en Taiwán, por motivos de orientación sexual.
Ley de educación para la equidad de género: El artículo 12 de la Ley de educación para la equidad de género (2004), específica que tanto las escuelas privadas como las públicas de todos los niveles respetarán la orientación sexual del profesorado y del personal.
Ley del Servicio de Empleo: El artículo 5 de la Ley del Servicio de Empleo (enmendada por la Orden Presidencial No.09600064151 de 2007) prohíbe la discriminación en el empleo por motivos de orientación sexual.
Ley de Igualdad de Género en el Empleo: De igual manera, el capítulo II de la Ley de Igualdad de Género en el Empleo (enmendada por la Orden Presidencial n.º 09700003951 de 2008) prohíbe la discriminación en el empleo por motivos de orientación sexual.